# Dreiband-Europameisterschaft 1989

Logo CEB (ausrichtender Verband)

Veranstaltungsort: Viersen

Die Dreiband-Europameisterschaft 1989 war das 47. Turnier in dieser Disziplin des Karambolagebillards und fand vom 16. bis 19. März 1989 in Viersen statt. Es war die sechste Dreiband-EM in Deutschland.

## Geschichte
Erstmals in der 57-jährigen Geschichte der Dreiband-EM standen Vater und Sohn am Ende des Turniers auf dem Siegerpodest. Sensationell gewann Lennart Blomdahl den Titel. In der Vorrunde wurde er nur durch das bessere Satzverhältnis Zweiter. Ab dem Viertelfinale spielte er dann aber sehr stark und wurde verdient Europameister. Der Franzose Richard Bitalis wurde am Ende trotz aller Turnierbestleistungen nur Zweiter. Der große Favorit Torbjörn Blomdahl sicherte sich den dritten Platz. Der deutsche Profi Dieter Müller verlor im Viertelfinale knapp im fünften Satz mit 12:15 gegen Torbjörn Blomdahl und wurde Fünfter. Franz Stenzel aus Österreich schied nach Gruppensieg im Viertelfinale glatt mit 0:3 Sätzen gegen den Belgier Paul Stroobants aus. Der zweite deutsche Teilnehmer Günter Siebert belegte den enttäuschenden 15. Platz.

## Modus
Gespielt wurde in der Vorrunde im System „Jeder gegen Jeden“ auf zwei Gewinnsätze à 15 Punkte. Die beiden Gruppenersten qualifizierten sich für das Viertelfinale. Ab dem Viertelfinale wurde auf drei Gewinnsätze à 15 Punkte gespielt. Die Verlierer der KO-Spiele spielten die Plätze drei bis acht aus.

## Gruppenphase
| MP    | Match Points (Sieger = 2; Unentschieden = 1; Verlierer = 0) |
| Pkte. | Erzielte Karambolagen                                       |
| Aufn. | Benötigte Versuche                                          |
| GD    | Generaldurchschnitt                                         |
| BED   | Bester Einzeldurchschnitt eines Spielers                    |
| HS    | Höchstserie                                                 |
|       | Bester GD des Turniers                                      |
|       | Bester ED des Turniers                                      |
|       | Beste HS des Turniers                                       |
|       | 1. Platz (Gold)                                             |
|       | 2. Platz (Silber)                                           |
|       | 3. Platz (Bronze)                                           |

| Abschlusstabelle Gruppe A  | Abschlusstabelle Gruppe A | Abschlusstabelle Gruppe A | Abschlusstabelle Gruppe A | Abschlusstabelle Gruppe A | Abschlusstabelle Gruppe A | Abschlusstabelle Gruppe A | Abschlusstabelle Gruppe A | Abschlusstabelle Gruppe A | Abschlusstabelle Gruppe A |
| Platz                      | Name                      | MP                        | SV                        | Pkte                      | Aufn.                     | GD                        | BED                       | BSD                       | HS                        |
| -------------------------- | ------------------------- | ------------------------- | ------------------------- | ------------------------- | ------------------------- | ------------------------- | ------------------------- | ------------------------- | ------------------------- |
| 1                          | Torbjörn Blomdahl         | 6:2                       | 11:5                      | 217                       | 173                       | 1,254                     | 1,551                     | 2,500                     | 7                         |
| 2                          | Raymond Steylaerts        | 6:2                       | 10:5                      | 204                       | 211                       | 0,966                     | 1,189                     | 2,500                     | 8                         |
| 3                          | José Carrillo             | 4:4                       | 8:7                       | 170                       | 188                       | 0,904                     | 1,111                     | 1,875                     | 6                         |
| 4                          | Fonsy Grethen             | 2:6                       | 4:9                       | 131                       | 156                       | 0,839                     | 0,918                     | 1,875                     | 8                         |
| 5                          | Jan Niederlander          | 2:6                       | 3:10                      | 151                       | 207                       | 0,729                     | 0,777                     | 1,153                     | 8                         |
| Gruppendurchschnitt: 0,933 |                           |                           |                           |                           |                           |                           |                           |                           |                           |

| Abschlusstabelle Gruppe B  | Abschlusstabelle Gruppe B | Abschlusstabelle Gruppe B | Abschlusstabelle Gruppe B | Abschlusstabelle Gruppe B | Abschlusstabelle Gruppe B | Abschlusstabelle Gruppe B | Abschlusstabelle Gruppe B | Abschlusstabelle Gruppe B | Abschlusstabelle Gruppe B |
| Platz                      | Name                      | MP                        | SV                        | Pkte                      | Aufn.                     | GD                        | BED                       | BSD                       | HS                        |
| -------------------------- | ------------------------- | ------------------------- | ------------------------- | ------------------------- | ------------------------- | ------------------------- | ------------------------- | ------------------------- | ------------------------- |
| 1                          | Karsten Lieberkind        | 8:0                       | 12:4                      | 218                       | 196                       | 1,112                     | 1,512                     | 1,875                     | 7                         |
| 2                          | Paul Stroobants           | 6:2                       | 10:5                      | 183                       | 180                       | 1,016                     | 1,250                     | 1,666                     | 8                         |
| 3                          | Marco Zanetti             | 4:4                       | 8:9                       | 200                       | 215                       | 0,930                     | 0,963                     | 2,142                     | 9                         |
| 4                          | Manuel Fradinho           | 2:6                       | 7:9                       | 183                       | 185                       | 0,989                     | 1,323                     | 2,142                     | 8                         |
| 5                          | Zoltan Kovaç              | 0:8                       | 1:12                      | 123                       | 165                       | 0,745                     | –                         | 1,071                     | 9                         |
| Gruppendurchschnitt: 0,963 |                           |                           |                           |                           |                           |                           |                           |                           |                           |

| Abschlusstabelle Gruppe C  | Abschlusstabelle Gruppe C | Abschlusstabelle Gruppe C | Abschlusstabelle Gruppe C | Abschlusstabelle Gruppe C | Abschlusstabelle Gruppe C | Abschlusstabelle Gruppe C | Abschlusstabelle Gruppe C | Abschlusstabelle Gruppe C | Abschlusstabelle Gruppe C |
| Platz                      | Name                      | MP                        | SV                        | Pkte                      | Aufn.                     | GD                        | BED                       | BSD                       | HS                        |
| -------------------------- | ------------------------- | ------------------------- | ------------------------- | ------------------------- | ------------------------- | ------------------------- | ------------------------- | ------------------------- | ------------------------- |
| 1                          | Franz Stenzel             | 8:0                       | 12:3                      | 206                       | 173                       | 1,190                     | 1,406                     | 2,500                     | 8                         |
| 2                          | Lennart Blomdahl          | 4:4                       | 9:8                       | 218                       | 224                       | 0,973                     | 1,229                     | 3,000                     | 7                         |
| 3                          | Jorge Theriaga            | 4:4                       | 7:7                       | 158                       | 176                       | 0,897                     | 1,097                     | 1,363                     | 6                         |
| 4                          | Günter Siebert            | 2:6                       | 6:11                      | 184                       | 234                       | 0,786                     | 0,800                     | 1,500                     | 7                         |
| 5                          | Mohsen Fouda              | 2:6                       | 4:9                       | 146                       | 176                       | 0,829                     | 0,865                     | 1,363                     | 7                         |
| Gruppendurchschnitt: 0,927 |                           |                           |                           |                           |                           |                           |                           |                           |                           |

| Abschlusstabelle Gruppe D  | Abschlusstabelle Gruppe D | Abschlusstabelle Gruppe D | Abschlusstabelle Gruppe D | Abschlusstabelle Gruppe D | Abschlusstabelle Gruppe D | Abschlusstabelle Gruppe D | Abschlusstabelle Gruppe D | Abschlusstabelle Gruppe D | Abschlusstabelle Gruppe D |
| Platz                      | Name                      | MP                        | SV                        | Pkte                      | Aufn.                     | GD                        | BED                       | BSD                       | HS                        |
| -------------------------- | ------------------------- | ------------------------- | ------------------------- | ------------------------- | ------------------------- | ------------------------- | ------------------------- | ------------------------- | ------------------------- |
| 1                          | Richard Bitalis           | 8:0                       | 12:3                      | 205                       | 140                       | 1,464                     | 1,750                     | 3,750                     | 8                         |
| 2                          | Dieter Müller             | 6:2                       | 10:7                      | 216                       | 206                       | 1,048                     | 1,258                     | 2,142                     | 9                         |
| 3                          | Danny Korte               | 4:4                       | 7:7                       | 158                       | 181                       | 0,872                     | 1,046                     | 1,153                     | 6                         |
| 4                          | Rini van Bracht           | 2:6                       | 6:10                      | 159                       | 175                       | 0,965                     | 1,229                     | 2,500                     | 7                         |
| 5                          | George Sakkas             | 0:8                       | 4:12                      | 142                       | 193                       | 0,745                     | –                         | 1,153                     | 8                         |
| Gruppendurchschnitt: 0,983 |                           |                           |                           |                           |                           |                           |                           |                           |                           |

## Endrunde
|  | Viertelfinale 3 Gewinnsätze à 15 Punkte | Viertelfinale 3 Gewinnsätze à 15 Punkte | Viertelfinale 3 Gewinnsätze à 15 Punkte | Viertelfinale 3 Gewinnsätze à 15 Punkte | Viertelfinale 3 Gewinnsätze à 15 Punkte | Viertelfinale 3 Gewinnsätze à 15 Punkte |                   |                  | Halbfinale 3 Gewinnsätze à 15 Punkte | Halbfinale 3 Gewinnsätze à 15 Punkte | Halbfinale 3 Gewinnsätze à 15 Punkte | Halbfinale 3 Gewinnsätze à 15 Punkte | Halbfinale 3 Gewinnsätze à 15 Punkte | Halbfinale 3 Gewinnsätze à 15 Punkte |    |    | Finale 3 Gewinnsätze à 15 Punkte | Finale 3 Gewinnsätze à 15 Punkte | Finale 3 Gewinnsätze à 15 Punkte | Finale 3 Gewinnsätze à 15 Punkte | Finale 3 Gewinnsätze à 15 Punkte | Finale 3 Gewinnsätze à 15 Punkte |
|  |                                         |                                         |                                         |                                         |                                         |                                         |                   |                  |                                      |                                      |                                      |                                      |                                      |                                      |    |    |                                  |                                  |                                  |                                  |                                  |                                  |
|  |                                         | MP                                      | SP                                      | GD                                      | BSD                                     | HS                                      |                   |                  |                                      |                                      |                                      |                                      |                                      |                                      |    |    |                                  |                                  |                                  |                                  |                                  |                                  |
|  |                                         | MP                                      | SP                                      | GD                                      | BSD                                     | HS                                      |                   |                  |                                      |                                      |                                      |                                      |                                      |                                      |    |    |                                  |                                  |                                  |                                  |                                  |                                  |
|  | Torbjörn Blomdahl                       | 2                                       | 3                                       | 1,340                                   | 2,500                                   | 4                                       |                   |                  |                                      |                                      |                                      |                                      |                                      |                                      |    |    |                                  |                                  |                                  |                                  |                                  |                                  |
|  | Torbjörn Blomdahl                       | 2                                       | 3                                       | 1,340                                   | 2,500                                   | 4                                       |                   | MP               | SP                                   | GD                                   | BSD                                  | HS                                   |                                      |                                      |    |    |                                  |                                  |                                  |                                  |                                  |                                  |
|  | Dieter Müller                           | 0                                       | 2                                       | 1,120                                   | 2,142                                   | 6                                       |                   | MP               | SP                                   | GD                                   | BSD                                  | HS                                   |                                      |                                      |    |    |                                  |                                  |                                  |                                  |                                  |                                  |
|  | Dieter Müller                           | 0                                       | 2                                       | 1,120                                   | 2,142                                   | 6                                       | Torbjörn Blomdahl | 0                | 2                                    | 1,017                                | 1,250                                | 7                                    |                                      |                                      |    |    |                                  |                                  |                                  |                                  |                                  |                                  |
|  |                                         | MP                                      | SP                                      | GD                                      | BSD                                     | HS                                      | Torbjörn Blomdahl | 0                | 2                                    | 1,017                                | 1,250                                | 7                                    |                                      |                                      |    |    |                                  |                                  |                                  |                                  |                                  |                                  |
|  |                                         | MP                                      | SP                                      | GD                                      | BSD                                     | HS                                      |                   | Richard Bitalis  | 2                                    | 3                                    | 1,267                                | 3,000                                | 12                                   |                                      |    |    |                                  |                                  |                                  |                                  |                                  |                                  |
|  | Richard Bitalis                         | 2                                       | 3                                       | 1,153                                   | 1,875                                   | 7                                       |                   | Richard Bitalis  | 2                                    | 3                                    | 1,267                                | 3,000                                | 12                                   |                                      |    |    |                                  |                                  |                                  |                                  |                                  |                                  |
|  | Richard Bitalis                         | 2                                       | 3                                       | 1,153                                   | 1,875                                   | 7                                       |                   |                  |                                      |                                      |                                      |                                      |                                      | MP                                   | SP | GD | BSD                              | HS                               |                                  |                                  |                                  |                                  |
|  | Raymond Steylaerts                      | 0                                       | 0                                       | 0,729                                   | –                                       | 4                                       |                   |                  |                                      |                                      |                                      |                                      |                                      | MP                                   | SP | GD | BSD                              | HS                               |                                  |                                  |                                  |                                  |
|  | Raymond Steylaerts                      | 0                                       | 0                                       | 0,729                                   | –                                       | 4                                       | Richard Bitalis   | 0                | 1                                    | 1,076                                | 2,500                                | 5                                    |                                      |                                      |    |    |                                  |                                  |                                  |                                  |                                  |                                  |
|  |                                         | MP                                      | SP                                      | GD                                      | BSD                                     | HS                                      | Richard Bitalis   | 0                | 1                                    | 1,076                                | 2,500                                | 5                                    |                                      |                                      |    |    |                                  |                                  |                                  |                                  |                                  |                                  |
|  |                                         | MP                                      | SP                                      | GD                                      | BSD                                     | HS                                      |                   | Lennart Blomdahl | 2                                    | 3                                    | 1,425                                | 1,500                                | 4                                    |                                      |    |    |                                  |                                  |                                  |                                  |                                  |                                  |
|  | Franz Stenzel                           | 0                                       | 0                                       | 0,709                                   | –                                       | 5                                       |                   | Lennart Blomdahl | 2                                    | 3                                    | 1,425                                | 1,500                                | 4                                    |                                      |    |    |                                  |                                  |                                  |                                  |                                  |                                  |
|  | Franz Stenzel                           | 0                                       | 0                                       | 0,709                                   | –                                       | 5                                       |                   | MP               | SP                                   | GD                                   | BSD                                  | HS                                   |                                      |                                      |    |    |                                  |                                  |                                  |                                  |                                  |                                  |
|  | Paul Stroobants                         | 2                                       | 3                                       | 1,406                                   | 1,500                                   | 4                                       |                   | MP               | SP                                   | GD                                   | BSD                                  | HS                                   |                                      |                                      |    |    |                                  |                                  |                                  |                                  |                                  |                                  |
|  | Paul Stroobants                         | 2                                       | 3                                       | 1,406                                   | 1,500                                   | 4                                       | Paul Stroobants   | 0                | 0                                    | 1,137                                | –                                    | 5                                    |                                      |                                      |    |    |                                  |                                  |                                  |                                  |                                  |                                  |
|  |                                         | MP                                      | SP                                      | GD                                      | BSD                                     | HS                                      | Paul Stroobants   | 0                | 0                                    | 1,137                                | –                                    | 5                                    |                                      |                                      |    |    |                                  |                                  |                                  |                                  |                                  |                                  |
|  |                                         | MP                                      | SP                                      | GD                                      | BSD                                     | HS                                      |                   | Lennart Blomdahl | 2                                    | 3                                    | 1,500                                | 2,142                                | 7                                    |                                      |    |    |                                  |                                  |                                  |                                  |                                  |                                  |
|  | Karsten Lieberkind                      | 0                                       | 1                                       | 1,020                                   | 1,363                                   | 7                                       |                   | Lennart Blomdahl | 2                                    | 3                                    | 1,500                                | 2,142                                | 7                                    |                                      |    |    |                                  |                                  |                                  |                                  |                                  |                                  |
|  | Karsten Lieberkind                      | 0                                       | 1                                       | 1,020                                   | 1,363                                   | 7                                       |                   |                  |                                      |                                      |                                      |                                      |                                      |                                      |    |    |                                  |                                  |                                  |                                  |                                  |                                  |
|  | Lennart Blomdahl                        | 2                                       | 3                                       | 1,340                                   | 2,500                                   | 6                                       |                   |                  |                                      |                                      |                                      |                                      |                                      |                                      |    |    |                                  |                                  |                                  |                                  |                                  |                                  |
|  | Lennart Blomdahl                        | 2                                       | 3                                       | 1,340                                   | 2,500                                   | 6                                       |                   |                  |                                      |                                      |                                      |                                      |                                      |                                      |    |    |                                  |                                  |                                  |                                  |                                  |                                  |

### Platzierungsspiele
| Platz            | Name               | MP  | SV  | Pkte | Aufn. | GD    | BSD   | HS |
| ---------------- | ------------------ | --- | --- | ---- | ----- | ----- | ----- | -- |
| Spiel um Platz 3 |                    |     |     |      |       |       |       |    |
| 3                | Torbjörn Blomdahl  | 2:0 | 3:0 | 45   | 36    | 1,250 | 1,500 | 6  |
| 4                | Paul Stroobants    | 0:2 | 0:3 | 37   | 34    | 1,088 | –     | 6  |
| Spiel um Platz 5 |                    |     |     |      |       |       |       |    |
| 5                | Dieter Müller      | 2:0 | 3:2 | 59   | 61    | 0,967 | 2,142 | 5  |
| 6                | Karsten Lieberkind | 0:2 | 2:3 | 66   | 60    | 1,100 | 1,666 | 6  |
| Spiel um Platz 7 |                    |     |     |      |       |       |       |    |
| 7                | Franz Stenzel      | 2:0 | 3:2 | 60   | 67    | 0,895 | 1,071 | 6  |
| 8                | Raymond Steylaerts | 0:2 | 2:3 | 65   | 67    | 0,970 | 3,750 | 8  |

## Abschlusstabelle
| Endklassement              | Endklassement      | Endklassement | Endklassement | Endklassement | Endklassement | Endklassement | Endklassement | Endklassement | Endklassement |
| Platz                      | Name               | MP            | SV            | Pkte          | Aufn.         | GD            | BED           | BSD           | HS            |
| -------------------------- | ------------------ | ------------- | ------------- | ------------- | ------------- | ------------- | ------------- | ------------- | ------------- |
| 1                          | Lennart Blomdahl   | 10:4          | 18:10         | 377           | 343           | 1,099         | 1,500         | 3,000         | 7             |
| 2                          | Richard Bitalis    | 12:2          | 19:8          | 363           | 274           | 1,324         | 1,750         | 3,750         | 12            |
| 3                          | Torbjörn Blomdahl  | 10:4          | 19:10         | 386           | 315           | 1,225         | 1,551         | 2,500         | 8             |
| 4                          | Paul Stroobants    | 8:6           | 13:10         | 298           | 275           | 1,083         | 1,406         | 1,666         | 8             |
| 5                          | Dieter Müller      | 8:4           | 15:12         | 331           | 317           | 1,044         | 1,258         | 2,142         | 9             |
| 6                          | Karsten Lieberkind | 8:4           | 15:10         | 333           | 304           | 1,095         | 1,512         | 1,875         | 7             |
| 7                          | Franz Stenzel      | 10:2          | 15:8          | 288           | 271           | 1,062         | 1,406         | 2,500         | 8             |
| 8                          | Raymond Steylaerts | 6:6           | 12:11         | 296           | 315           | 0,942         | 1,189         | 3,750         | 8             |
| 9                          | José Carrillo      | 4:4           | 8:7           | 170           | 188           | 0,904         | 1,111         | 1,875         | 6             |
| 10                         | Jorge Theriaga     | 4:4           | 7:7           | 158           | 176           | 0,897         | 1,097         | 1,363         | 6             |
| 11                         | Danny Korte        | 4:4           | 7:7           | 158           | 181           | 0,872         | 1,046         | 1,153         | 6             |
| 12                         | Marco Zanetti      | 4:4           | 8:9           | 200           | 215           | 0,930         | 0,963         | 2,142         | 9             |
| 13                         | Manuel Fradinho    | 2:6           | 7:9           | 183           | 185           | 0,989         | 1,323         | 2,142         | 8             |
| 14                         | Rini van Bracht    | 2:6           | 6:10          | 159           | 175           | 0,965         | 1,229         | 2,500         | 7             |
| 15                         | Günter Siebert     | 2:6           | 6:11          | 184           | 234           | 0,786         | 0,800         | 1,500         | 7             |
| 16                         | Fonsy Grethen      | 2:6           | 4:9           | 131           | 156           | 0,839         | 0,918         | 1,875         | 8             |
| 17                         | Mohsen Fouda       | 2:6           | 4:9           | 146           | 176           | 0,829         | 0,865         | 1,363         | 7             |
| 18                         | Jan Niederlander   | 2:6           | 3:10          | 151           | 207           | 0,729         | 0,777         | 1,153         | 8             |
| 19                         | George Sakkas      | 0:8           | 4:12          | 142           | 193           | 0,745         | –             | 1,153         | 8             |
| 20                         | Zoltan Kovaç       | 0:8           | 1:12          | 123           | 165           | 0,745         | –             | 1,071         | 9             |
| Turnierdurchschnitt: 0,983 |                    |               |               |               |               |               |               |               |               |